# モニカ・クローヴィンケル
モニカ・クローヴィンケル（Monika Krohwinkel、1941年 - ）は、ドイツのハンブルク生まれの看護学者。看護教育者。1993年から1999年までダルムシュタットのダルムシュタット福音主義専看護門大学で看護学の教授を務めた。
彼女は、1984年に初めて彼女の日常生活行動と実存的経験の概念モデルを発表した (Aktivitäten und existenzielle Erfahrungen des Lebens、AEDL) 。このモデルは、1991年これに関連した臨床的研究でその有効性を試され、さらに発展させられた。この研究はドイツの連邦保健省の委託研究として看護師によって遂行されたドイツで最初の研究である。彼女は、脳卒中の患者のケースを例にホリスティック的、リハビリテーションの過程と特に取り組んできた。
こうした研究の推進のきっかけとなったのは、1985年の当時新しく制定された看護法で、これは、法律によって定められた教育目標を達成するため看護ステーションの領域で計画され、体系的で包括的な看護過程にのっとった看護を促進しようとする背景があってのことでもあった。

## 著作
- Monika Krohwinkel u.a.: Der pflegerische Beitrag zur Gesundheit in Forschung und Praxis. Agnes-Karll-Institut für Pflegeforschung (DBfK), (Schriftenreihe des Bundesministeriums für Gesundheit, Bd. 12), Nomos-Verl.-Ges., Baden-Baden 1992, ISBN 3-7890-2729-4
- Der Pflegeprozess am Beispiel von Apoplexiekranken: eine Studie zur Erfassung und Entwicklung ganzheitlich-rehabilitierender Prozesspflege. Im Auftr. des Bundesministeriums für Gesundheit. (Schriftenreihe des Bundesministeriums für Gesundheit, Bd. 16), Nomos-Verl.-Ges., Baden-Baden 1993, ISBN 3-7890-3051-1

## 関連文献
- Angela Paula Löser: Pflegekonzepte nach Monika Krohwinkel: Pflegekonzepte in der stationären Altenpflege erstellen: schnell, leicht und sicher. Schlütersche, Hannover 2003, ISBN 3-87706-747-6